# Коронавірусна хвороба 2019 на Гуамі
Коронавірусна хвороба 2019 на Гуамі — розповсюдження вірусу Гуамом.

## Перебіг подій
13 березня 2020 року в міжнародному аеропорту на Гуамі запровадили обов'язкову перевірку температури пасажирам.
15 березня були підтверджені перші три випадки.
22 березня стався перший летальний випадок — 68-річна жінка із «множинними супутніми захворюваннями».